# Мала Кладуша — Подзвизд офанзива
Мала Кладуша — Подзвизд офанзива била је НОЗБ и Српска офанзива за заузимање села источно од Велике Кладуше. Циљ је био елиминисање 5. корпуса из рејона Мале Кладуше — Подзвизда. Ова офанзива је трајала од 10. јануара до 21. марта 1995. Аутономаши су успјели да заузму ова села, а АРБиХ је изгубио комаданта Јасмина Куленовића.

## Позадина
Војска Републике Српске је 3 мјесеца након првог пада Аутономне Покрајине Западна Босна у операцији Тигар покренула операцију Паук са циљем поновног успостављања Аутономне Покрајине Западна Босна и поновног заузимања Велике Кладуше. Овај задатак је завршен 17. децембра 1994. године, када је НОЗБ вратила Велику Кладушу под своју контролу.

## Ток офанзиве
Јединице 5. корпуса прешле су из градских борби у борбе у планинском окружењу у селима југоисточно од Велике Кладуше, што је представљало отежавајући аспект битке јер су српске снаге коначно биле оспособљене за интензивну употребу артиљерије коју нису могле да користе током градске борбе. На подручју Велике Кладуше НОЗБ и елитни српски војници „Црвене беретке“ наставили су офанзиву 10. јануара против 5. корпуса АРБиХ, дан након дана Републике Српске. Током даљих борби на брду Прокрес погинуо је командант 5. корпуса ИДЧ Јасмин Куленовић „Хаварија“. Борбе од јануара биле су тешке и напредак на обје стране је био веома спор јер је АРБиХ имала добро успостављену одбрану на свом положају.
До краја фебруара „Црвене беретке“ су извеле тешке нападе и очистиле трупе 5. корпуса у северном делу око Подзвизда. Током марта поново су отпочеле борбе за Подзвизд и Малу Кладушу. НОЗБ је успјела да заузме села Подзвизд, Мала Кладуша, Марјановац, Грахово, Горња Слапница, Кумарица и Орчеву Луку. А до 21. марта та офанзива је и завршила. Након тога, НОЗБ се фокусирала на поновно заузимање Врнограча под кодним називом Операција Врнограч '95.